# Konventní zahrada (Strahovský klášter)
Konventní zahrada je jedna ze zahrad Strahovského kláštera. Má rozlohu 0,27 ha a leží v nadmořské výšce 290 – 295 m n. m. Přiléhá k jižní straně konventu. Zahrada společně se Strahovským premonstrátským klášterem je od roku 1989 chráněna jako národní kulturní památka České republiky.

## Historie
Zahradu založil roku 1613 architekt Giovanni Battista Bossi. V letech 1682–1700 proběhla barokní úprava, kterou navrhl Jean Baptiste Mathey. Na západní straně je ukončena sallou terrenou a na východní straně terasou s vyhlídkovým altánem.

## Objekty

### Fontány na zahradě
V 70. letech 17. století nechal opat Jeroným Hirnhaim v zahradě vystavět kašnu, jejímž autorem byl italský architekt Giovanni Domenico Orsi. Z původní kašny je dnes pouze samotná nádrž, sokl s přepadovým bazénkem je novodobý. Nádrž je doplněna jedním vodotryskem. Voda přepadá dvěma žlábky do bazénu pod kašnou.
Studna, nacházející se v Konventní zahradě získala během rekonstrukce v 50. letech 20. století novou umělecky kovanou mříž.

### Štoly po Strahovským klášterem
Odvětrání štoly pod bývalou Lohelovskou prelaturou bylo provedeno průrazem 2,45 m do šachtice, vyhloubené u zdi prelatury. S pomocí virgule a Kolbeho historického plánu bylo stanoveno místo pro vniknutí do štoly v Konventní zahradě. Štola byla otevřena a bude vyklízena tak, aby se stala průchozí v celém profilu pod klášterem.

## Současnost
Jako jediná ze zahrad Strahovského kláštera je pro veřejnost uzavřená. Slouží řeholníkům Strahovského kláštera jako místo klidu k rozjímání či k rekreaci (rekreace v klášterním prostředí znamená společně trávený volný čas).